# 维莱圣艾蒂安
维莱圣艾蒂安（法語：Villey-Saint-Étienne，法語發音：[vilɛ sɛ̃t‿etjɛn]）是法国默尔特-摩泽尔省的一个市镇，位于该省西南部，属于图勒区。

## 地理
维莱圣艾蒂安（48°43'51"N, 5°58'40"E）面积17.29 平方千米，位于法国大東部大區默尔特-摩泽尔省，该省份为法国东北部内陆省份，是洛林的一部分，北邻比利时、卢森堡，北起顺时针与摩泽尔省、下莱茵省、孚日省和默兹省接壤。
与维莱圣艾蒂安接壤的市镇（或旧市镇、城区）包括：安日赖、摩泽尔河畔丰特努瓦、弗朗什维尔、贡德勒维尔、雅永、利韦丹、图勒。
维莱圣艾蒂安的时区为UTC+01:00、UTC+02:00（夏令时）。

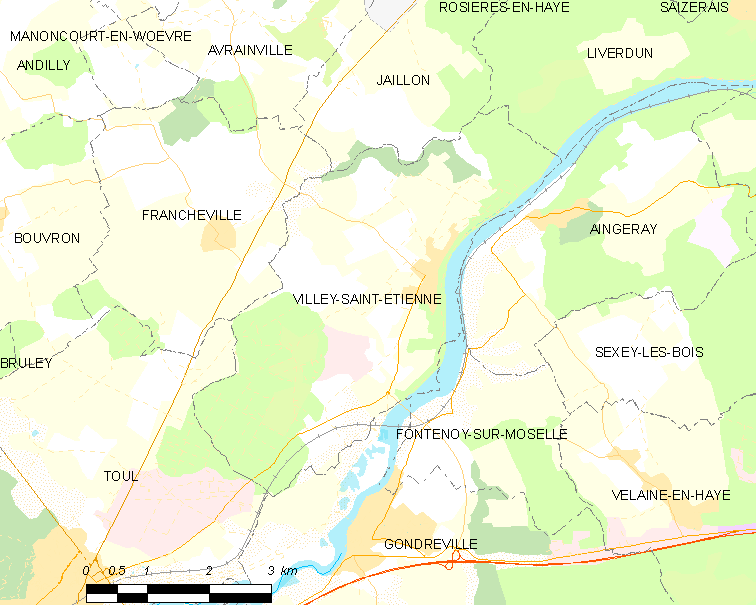
维莱圣艾蒂安的OSM定位图

## 行政
维莱圣艾蒂安的邮政编码为54200，INSEE市镇编码为54584。

## 政治
维莱圣艾蒂安所属的省级选区为北图卢瓦县。

## 人口

1962-2008年间维莱圣艾蒂安人口变化图示

维莱圣艾蒂安于2022年1月1日时的人口数量为1020人。